# Vale do Paraíso (kommun)
Vale do Paraíso är en kommun i Brasilien.   Den ligger i delstaten Rondônia, i den centrala delen av landet, 1 700 km väster om huvudstaden Brasília. Antalet invånare är 8 218.
Omgivningarna runt Vale do Paraíso är huvudsakligen savann. Runt Vale do Paraíso är det glesbefolkat, med 10 invånare per kvadratkilometer.